# 유각익족류
유각익족류(有殻翼足類, Thecosomata)는 진후새류에 속하는 복족류 분류군의 하나이다. 원양의 헤엄치는 작은 달팽이로 바다 나비(Sea butterfly)로 불리기도 한다. 비공식군 후새류로 분류되는 복족류 연체동물이다. 세계에서 가장 풍부한 복족류 종들을 포함하고 있다.
자매군 무각익족류와 함께 익족류(pteropods)에 속한다. 이 분류군이 타당하는 것에 완전히 의견의 일치를 보인 것은 아니다. 꽤 오랜 기간 동안 이 분류군은 제외됐었지만 최근의 분자생물학적 증거는 이 분류군이 복권되어야함을 시사하고 있다. 익족류라는 명칭은 유각익족류의 바다 나비, 그리고 무각익족류의 바다 천사에도 적용하는 용어이다. 대부분은 석회화된 조가비를 가지고 있지만, 다 자란 유각익족류는 그렇지 않다.

## 형태
이들 달팽이는 물 위를 부유하며 자유롭게 헤엄치고 물의 흐름에 따라서 이동한다. 이는 이 복족류 몸의 많은 부위를 환경에 적응시켰다. 여러 과들에서 조가비와 아가미가 사라졌다. 그래서 발은 날개 모양의 돌출부 또는 부속지 형태를 취하게 되었으며, 천천히 날개짓을 함으로써 이 작은 복족류가 바다 속을 이동할 수 있게 해 준다. 조가비가 거의 색깔이 없기 때문에 오히려 관찰이 어려우며, 매우 약하고 보통 몸길이가 1 cm이하이다. 조가비가 투명할 정도로 얇지만 그럼에도 불구하고 석회질이며, 좌우 대칭이고, 나선 모양과 바늘 모양, 삼각형, 방울 모양 등 형태 면에서 매우 다양할 수 있다.
조가비는 거북고둥상과(진유각익족류) 생활사의 모든 단계에서 나타나는 반면에, 킴불리아상과(위유각익족류, pseudothecosomata)에서는 페라클레과가 성체 단체에서 조가비를 유지하며, 킴불리과는 자라면서 유충 단계의 껍질을 벗으며 성체가 되면 석회질 위(僞, pseudo)-조가비로 발달하고, 데스몹테루스과의 성체는 어떤 단단한 껍질도 없다.

## 습성
유각익족류는 날개 모양의 부속지로 날갯짓을 하여 물 속을 "날아" 움직인다. 이들은 종생 플랑크톤(Holoplanktonic), 즉 살아있는 거의 모든 시기를 플랑크톤 형태로 지낸다. 반면에 다수의 해양 복족류는 유생기 동안만 플랑크톤 시기를 거치는 것이 보다 일반적이며, 피면자(被面子, veliger) 유생은 임시 플랑크톤(Meroplankton) 기의 일부이다.
바다 나비의 행동에 관해 알려진 것은 아주 미미하지만, 독특한 방법으로 먹이를 잡는 것으로 알려져 있다. 때때로 배쪽을 위로 하여 물 흐름에 따라 단지 부유한다. 거의는 수동적으로 플랑크톤만을 먹지만 가끔은 실제로 먹이를 사냥하기도 한다. 일반적으로 초식성 동물이며, 너비 5 cm까지의 자신보다 몇 배나 큰 플랑크톤 먹이를 점액질 망 안에 빨아 들여 얽는다. 만일 방해를 받으면 그 망을 포기하고 천천히 날개를 퍼득여 쫓는다. 더 심해로 내려갈 때는 날개를 접는다. 가끔 대규모로 떼를 지으며, 특히 오스트레일리아 동부 해안을 따라 해변에 밀려 올라온 것이 발견되기도 한다.

## 분포
유각익족류는 해양의 수면 상부 25m 이내에서 가장 흔하며(종 다양성, 종의 종류와 양 측면에서), 점점 더 깊을수록 드물어 진다. 이들은 낮과 밤에 수직으로 이동하며, 군집 구조는 24시간 주기로 변한다. 낮 동안에는 많은 개체들이 100m 아래 깊이까지 대피한다. 열대 지방부터 극지역까지 분포한다.
매일, 해저 수중 물기둥 속에서 플랑크톤 먹이를 따라서 수직으로 이동한다. 야간에는 물 표면에서 사냥을 하고 아침에는 더 깊은 물 속으로 돌아간다.

## 화석 기록
화석 기록은 지질학적으로 말하면, 신생대 팔레오세 후기부터 진화해 온 다소 젊은 그룹이라 할 수 있다. 이 그룹의 조가비는 광물화된 화석 기록을 대표한다. 이들 조가비는 탄소 순환에서 중요한 역할을 하며, 지구상 탄산염의 12%를 차지한다. 그러나 이 아라고나이트질 조가비의 낮은 안정성은 열대 해양의 여울물 속에 퇴적물로 보존되어 끝나는 것이 거의 없음을 의미한다.

## 먹이 사슬에서의 중요성
크기가 작은 렌즈콩 정도되는 이 생물 종들은 아주 다양한 종류의 어류 그리고 펭귄과 북극 곰들을 포함하여 여러 해양 종들의 먹이가 된다. 유각익족류의 먹이는 이들의 친척 생물인 무각익족류가 유일하다. 또한 이들은 바다 조류, 고래 그리고 상업용으로 중요한 어류들의 먹이가 된다.

## CO2 농도 증가에 따른 취약성
대기 중의 co2 양이 증가함에 따라 해양의 산성화도 증가하여 조가비를 형성해야 하는 유각익족류의 생존이 위협받고 있다. 기후 변화에 관한 정부간 패널(Intergovernmental Panel on Climate Change, IPCC)의 배출 전망치(Business as Usual(BAU), 지구온난화에 대한 대응을 하지 않는 경우의 배출 전망치) 시나리오에 의하면, 다가오는 2050년에는 지역적으로 아라고나이트질 유각익족류가 멸종될 수 있다고 예측했다.

## 분류

### 폰더와 린드버그의 분류
유각익족목(Thecosomata) de Blainville, 1824
- 진유각익족하목(Euthecosomata)
  - 떠돌이고둥상과(Limacinoidea)
    - 떠돌이고둥과(Limacinidae) de Blainville, 1823

  - 거북고둥상과(Cavolinioidea)
    - 거북고둥과(Cavoliniidae) H. and A. Adams, 1854
    - Clioidae
    - Creseidae
    - Cuvierinidae
    - Praecuvierinidae
- 위유각익족하목(Pseudothecosomata)
  - 페라클레상과(Peraclidoidea)
    - 페라클레과(Peraclidae) Tesch, 1913

  - 킴불리아상과(Cymbulioidea)
    - 킴불리아과(Cymbuliidae) Gray, 1840
    - 데스몹테루스과(Desmopteridae) Dall, 1921

### 부쉐와 로크루아의 분류
2005년 부쉐(Bouchet)와 로크루아(Rocroi)의 복족류 분류는 유각익족류를 다르게 취급했다.
유각익족류(Thecosomata)
- 거북고둥상과(Cavolinioidea)  Gray, 1850  ( = 진유각익족류(Euthecosomata))
  - 거북고둥과(Cavoliniidae)  Gray, 1850 (1815) 
    - 거북고둥아과(Cavoliinae)  Gray, 1850 (1815)  (이전의 Hyalaeidae  Rafinesque, 1815 )
    - Clioinae  Jeffreys, 1869  (이전의 Cleodoridae  Gray, 1840  - nomen oblitum)
    - Cuvierininae  van der Spoel, 1967  (이전의 Cuvieriidae  Gray, 1840  (nom. inv.); Tripteridae  Gray, 1850 )
    - Creseinae Curry, 1982 

  - 떠돌이고둥과(Limacinidae)  Gray, 1840  (이전의 Spirialidae  Chenu, 1859 ; Spiratellidae  Dall, 1921 )
  - † Sphaerocinidae  A. Janssen & Maxwell, 1995
- 킴불리아상과(Cymbulioidea)  Gray, 1840  ( = 위유각익족류(Pseudothecosomata))
  - 킴불리아과(Cymbuliidae)  Gray, 1840 
    - 킴불리아아과(Cymbuliinae)  Gray, 1840 
    - Glebinae  van der Spoel, 1976 

  - 데스몹테루스과(Desmopteridae)  Chun, 1889 
  - 페라클레과(Peraclidae)  Tesch, 1913  (이전의 Procymbuliidae  Tesch, 1913

떠돌이고둥상과(Limacinoidea)에 속했던 떠돌이고둥과(Limacinidae)는 거북고둥상과(Cavolinioidea)에 포함되었다. Creseidae과와 Cuvierinidae과는 Creseinae아과와 Cuvierininae아과로 강등되었다. 위유각익족하목(Pseudothecosomata)은 킴불리아상과가 되었다. 페라클레상과(Peraclidoidea)는 중복으로 밝혀져 페라클레과(Peraclididae)는 Peraclidae로 학명이 바뀌어 킴불리아상과(Cymbulioidea)에 포함되었다.

## 참고 문헌
- A.W.H. Bé and R.W. Gilmer. 1977. A zoogeographic and taxonomic review of euthecosomatous pteropoda. pp. 733–808 In: Oceanic Micropaleontology, Vol. 1. A.T.S. Ramsey (ed.). Academic Press, London.
- S. van der Spoel, 1967. Euthecosomata, a group with remarkable developmental stages (Gastropoda, Pteropoda). Gorinchem (J. Noorduijn)(thesis University of Amsterdam):375 pp., 17 tabs, 366 figs
- S. van der Spoel, 1976. Pseudothecosomata, Gymnosomata and Heteropoda (Gastropoda). Utrecht (Bohn, Scheltema & Holkema): 484 pp., 246 figs.
- Cainozoic Research, 2(1-2): 163-170, 2003: regarding the raising of ranks.

## 같이 보기
- 해양 산성화